# Аваики (пещера)
Аваики (англ. Avaiki Cave) — прибрежная карстовая пещера на острове Ниуэ (владение Новой Зеландии). Расположена в северо-западной части острова, на территории округа Макефу, вблизи границы округа Туапа, примерно в 6 км севернее столицы Ниуэ — Алофи.